# زیگفرید روک
زیگفرید روک (آلمانی: Siegfried Roch؛ زادهٔ ۲۶ مارس ۱۹۵۹) بازیکن هندبال اهل آلمان است.
وی همچنین برندهٔ جوایزی همچون برگ بوی نقره‌ای شده‌است.
وی در مسابقات کشوری و بین‌المللی در مجموع برندهٔ ۱ مدال نقره شده‌است.